# Graphe paranomon
De graphe paranomon (Oudgrieks γραφὴ παρανόμων) was een soort rechtsprocedure die waarschijnlijk geïntroduceerd werd in Athene onder het democratische bestel rond het jaar 415 v.Chr.. De procedure kan als een vervangmiddel van het ostracisme, dat rond deze periode in onbruik raakte, gezien worden. De naam betekent "proces tegen (wetsvoorstellen) die ingaan tegen de wetten". Het proces werd aangespannen tegen wetten of decreten ook als ze reeds waren aangenomen.
Zodra iemand onder eed aankondigde dat hij een dergelijk proces wenste aan te spannen, werd de desbetreffende wet of decreet uitgesteld tot de kwestie was opgelost. De gedachte hierachter was dat (toen er in Athene geen mechanisme meer was voor het ongedaan maken van een wet) geen enkele nieuwe wet in strijd mocht zijn met de reeds bestaande wetten.
Het proces had een dubbele functie. Ten eerste zorgde het voor een middel voor het herzien en misschien herroepen van decreten en wetgeving die door de ekklesia was aangenomen. Het is wat dit betreft te vergelijken met een hedendaags hooggerechtshof of grondwettelijk hof. De heliasten (rechters) van de heliaia waren, net zoals zij die de ekklesia bijwoonden, gewone burgers en geen juridische experts, net zoals het dikasterion (juryrechtbank) voor de graphe paranomon een algemeen dikasterion was en geen jury gespecialiseerd in wetgevende kwesties. (juryleden hadden echter wel een iets hogere status dan een gewoon deelnemer aan de ekklesia, daar zij ouder dan dertig waren in plaats van twintig zoals voor de ekklesia en onder eed stonden). Het mechanisme kan vergeleken worden met het tweekamerstelsel in moderne democratieën. Te Athene echter gebeurde deze herziening niet automatisch, maar moest zij door een burger worden gevraagd. In tegenstelling tot een "tweede kamer" of een speciaal opgerichte rechtbank, werd de herziening niet in een onpartijdig en objectief nieuw onderzoek ingekaderd, maar ingekleed als een gerechtelijk proces waarbij de verdediger een straf moest ondergaan in geval van veroordeling.
Hierin schuilde haar tweede - mogelijk onbedoelde functie: het voorzag de rivaliserende Atheense politici van een wapen om elkaar te kunnen beschadigen of elimineren, of van nog een ander perspectief, een middel voor de Atheense demos (volk) om haar leiders te belonen of te straffen. Het proces werd door een soort van juridische fictie tegen de spreker ingebracht die de motie in de ekklesia voorgesteld had: hij werd beschouwd als iemand die de mensen had misleid en de wetten van de staat had doen ontaarden, aangezien de ekklesia tegenover niemand verantwoording schuldig was en dus niets verkeerd kon doen. De aansprakelijkheid van diegene die het had voorgesteld verliep echter wel na een jaar. Nadien kon de wet nog steeds worden aangeklaagd en herroepen, maar diegene die haar voorstelde zou nu ontzien worden. Na vijf jaar kon de wet zelf niet langer onderwerp van een proces zijn.
De straf voor veroordeling was gewoonlijk een boete, soms een kleine, maar soms een zo grote dat het niet zou kunnen worden betaald. In dat geval kon dit tot de ontneming van de burgerrechten (atimia) leiden en zou het op een efficiënte manier iemands politieke carrière kunnen kelderen. Daarom begonnen de actieve politici plaatsvervangers in te zetten om wetsvoorstellen in te dienen die door de actieve politicus zelf waren geschreven. Mogelijke straffen zouden dan bij zijn plaatsvervanger in plaats van bij hemzelf in rekening gebracht worden.
Velen van de ons bekende graphe parnomon gingen niet over belangrijke wetgeving, maar over honoraire decreten, die op het eerste gezicht van onderschikt belang lijken te zijn. Deze "aanvallen" op onbetekenende honoraire decreten boden echter openingen voor het voeren van bredere discussies over tal van kwesties. Een opmerkelijk voorbeeld zijn de paar toespraken die van een graphe paranomon van 333 v.Chr. zijn overgeleverd, namelijk Demosthenes' Over de Kroon als antwoord op Aeschines' Tegen Ctesiphon.

## Antieke bronnen
- Aristoteles, Athenaion Politeia LIX 2.
- Demosthenes, Περὶ τοῦ Στεφάνου (Over de Kroon) 105.
- Demosthenes, Περὶ τῆς Ἀτελείας πρὸς Λεπτίνην (Tegen Leptines).
- Demosthenes, Κατὰ Τιμοκράτους (Tegen Timokrates) 18, 21, 26, 28, 33.